# Ivielum
Ivielum (Eskov, 1988) è un genere di ragni appartenente alla famiglia Linyphiidae.

## Distribuzione
L'unica specie oggi attribuita a questo genere è stata reperita in Russia, Mongolia e in Canada.

## Tassonomia
A dicembre 2011, si compone di una specie:
- Ivielum sibiricum Eskov, 1988[3] — Russia, Mongolia, Canada